# Automotore FS 210
Gli automotori del gruppo 210, più comunemente conosciuti con il soprannome di sogliola, sono una famiglia di automotori di costruzione ABL.
Vennero costruiti sulla base del progetto, su licenza della fabbrica tedesca Breuer, che aveva dato luogo alla precedente serie di "sogliole" 207-208 a partire dal 1945, cui fece seguito tra il 1949 e il 1951 la serie più "grande" e ultima del gruppo 211.
Il nomignolo di "sogliola" venne loro conservato, come nelle precedenti serie, a causa della loro forma tipica: la cabina di manovra, unica e centrale che, stretta e verticale, era atta a occupare pochissimo spazio, come del resto tutto il rotabile.
Come per le precedenti serie 207-208 i rotabili erano destinati alle manovre nei piccoli scali ferroviari, nei depositi, nei raccordi civili e militari.

## Caratteristiche
Prodotti in numero di 24 unità gli automotori della serie 210 hanno prestato servizio nelle Ferrovie dello Stato fino alla fine degli anni ottanta e sono stati dismessi tra il 1980 e il 1989.
La motorizzazione a benzina o a nafta fu ancora della Fiat con vari tipi di propulsore Fiat 366 da 77 kW con sei cilindri in linea. La trasmissione del moto era a catena di trasmissione e corona dentata con cambio a quattro velocità più quattro ridotte. Il carrello era a ruote piccole da 500 mm a due assi motori. Il tutto permetteva una velocità massima molto modesta di 40 km/h ma ciò era del tutto sufficiente allo scopo per cui il mezzo era stato costruito.
Gli automotori 210 e i successivi 211 avevano dimensioni e peso maggiori delle serie precedenti e questo ha sortito l'aggiornamento del soprannome da "sogliola" a "sogliolone".

## Automotori conservati
- L'automotore 211.063 è conservato in efficienza a cura dell'Associazione amatoriale Adriavapore.
- Un "sogliolone" immatricolato come L.914 ex ferrovia Casalecchio – Vignola, è stato restaurato da parte di SVF nella Rimessa Locomotive di Primolano, dal 2017 al 2019 ed oggi è perfettamente funzionante.
- Presso il raccordo portuale dismesso di Torre Annunziata sono presenti, ormai semidistrutti dall'incuria e dall'abbandono, due "soglioloni" immatricolati 210.012 e 211.066[1].
- Nel 1995 fu intrapreso da parte del deposito locomotive di Firenze Romito il restauro per conservazione storica dell'automotore 210.006, ultimo rimasto del suo gruppo[2]. Alla conclusione del restauro l'automotore è stato inserito nel parco storico FS/Trenitalia[3].